# Gildaldo Bassi
Pour les articles homonymes, voir Bassi.

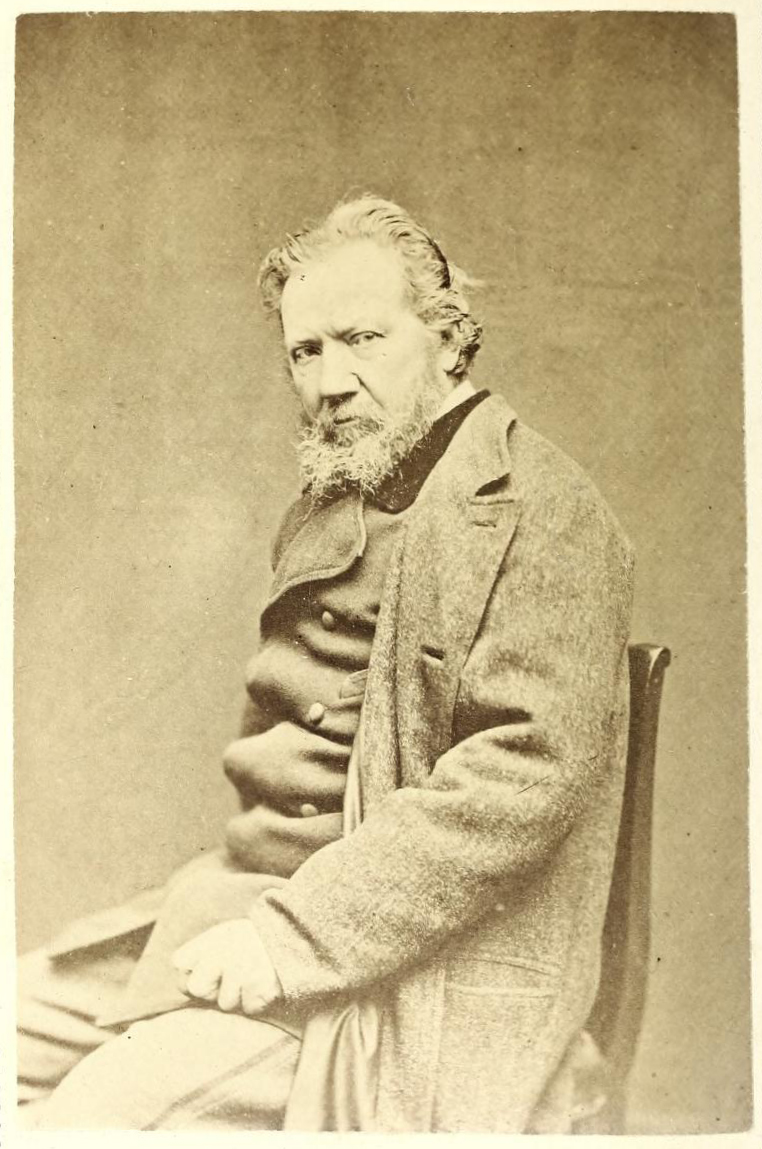
Portrait photographique du sculpteur Vincenzo Vela par Gildado Bassi en 1880.

Gildaldo Bassi, (né le 1er mai 1852 à Correggio et mort le 19 mars 1932  dans la même ville) est un photographe et militant socialiste italien.

## Biographie
Tout d'abord sympathisant anarchiste, il devient ensuite militant socialiste, ce qui lui vaut d'être arrêté à plusieurs reprises. Il est amené à s'exiler provisoirement en Amérique du Sud entre 1874 et 1878. Il y découvre les techniques de la photographie. 
C'est lors de son retour en Europe que sa production artistique débute. En tant que photographe itinérant il représente notamment des évènements politiques comme des manifestations et des inaugurations de coopératives. Il rencontre Andrea Costa et d'autres représentants de la gauche italienne naissante, participant à divers congrès politiques ; il photographie aussi certains de ces derniers, comme celui de 1893 à Reggio d'Émilie, lorsque le Parti socialiste italien est fondé.
Vers 1880 il fonde un atelier à Correggio, regroupant un studio photographique et une bibliothèque politique. Il édite La Fiaccola, le premier journal socialiste de Correggio.

## Postérité
En 2013 Franco Camparini expose une série de ses propres photographies de Correggio, prises selon des perspectives et cadrages analogues à ceux de Gildado Bassi 130 ans auparavant.

## Crédit d'auteurs
- (it) Cet article est partiellement ou en totalité issu de l’article de Wikipédia en italien intitulé « Gildaldo Bassi » (voir la liste des auteurs).